# Смоленская волость (Переславский уезд)
Смоленская волость — административно-территориальная единица Переславского уезда Владимирской губернии. Волостной центр — село Смоленское:43. Ныне территория Переславского района Ярославской области России.

## География
Волость была расположена в юго-восточном углу уезда на границе с Юрьевским и Александровским уездом по течению р. Рокши и р. Шахи. Площадь её около 190 кв. вёрст [216 кв. км]. Рельеф холмистый с плодородной почвой, состоящей из переходных суглинков на лёссовидной и переходной глине, а также из лесных суглинков, по низинам — чернорамени. По качеству почвы — это самый благодатный уголок Переславского уезда:43.

## История
Село Смоленское принадлежало П. С. Свиньину, потом его сыну Павлу Петровичу. Первый из них около 1779 г. построил здесь обширный каменный дворец:43.
Бектышево, родовая усадьба Самсоновых:43.

## Состав волости
К 1922 году — 28 сёл и деревень:43.
По состоянию на 1905 год входили 29 населённых пунктов
- Алексино
- Афанасово (Афанасьево)
- Безмино[3]
- Бектышево
- Борисово
- Горки
- Исаково[4]
- Каллистово (ныне Калистово)
- Киучер, лесная сторожка
- Крюково[5]
- Михалёво
- Нестерово
- Нечаевка
- Никуленка, сельцо — ныне деревня Никулинка
- Новосёлка
- Петрищево
- Поварово, сельцо[6]
- Рождествино, ныне Рождествено
- Романово
- Савельево
- Скрипицино
- Смоленское — волостной центр
- Спасское, ныне Спасс
- Стаищи
- Федосово
- Черницкая на Оселке, Черницыно[7]
- Черницкая на Шахе, Черницыно[7]
- Черницыно[7]
- Шушково

## Население
К 1920 году населения 7 422 человек (3 275 мужчин и 4 147 женщин), плотность на 1 кв. версту около 40 человек [35 на кв. км]:43.

## Инфраструктура
По данным к 1922 году распахано и находилось под полями около 3/4 волости, лугов и особенно лесов мало. Занятие по преимуществу земледелие, но существуют и промыслы: ящичный, молотильный, тележный, ткачество, отхожие промыслы. Заведения: картофельно-тёрочные, овчинные, солодовенные, верёвочные и другие.
В волостном центре, в усадьбе Свиньиных, с 1882 г. находилась сельскохозяйственное училище, а в надворных постройках ферма, знаменитая подбором рогатого скота (ярославок) и постановкой огородной и полевой культуры. При ферме метеорологическая станция:43.
В Бектышево, по данным 1921 года, два деревянных грандиозных дома классического стиля с колоннами, старинный парк и фруктовый сад. Скотный двор обращён в племенной рассадник рогатого скота (голландок) и английских свиней:43.
На хуторе Талино, близ Бектышева, больница:43.

## Достопримечательности
По данным 1921 года, в с. Спасском — деревянная церковь, построенная в 1683 г. стольником М. Н. Чемодановым, изменённая снаружи переделками, внутри представляет собою интересный памятник старины, как по своему расположению, так особенно мастерству икон новгородского и московского письма ХVI—XVII в:43.